# Années 1200 av. J.-C.
Les années 1200 av. J.-C. couvrent les années de 1209 av. J.-C. à 1200 av. J.-C.

## Événements

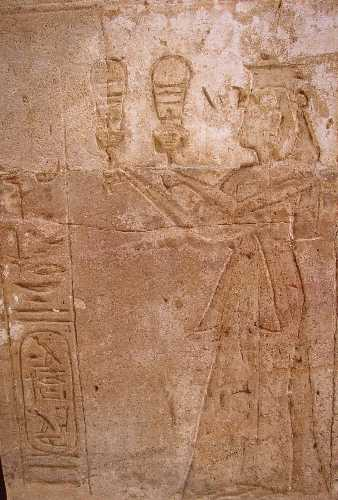
Taousert sur un temple de Tell el-Amarna

- 1209-1201 av. J.-C.[1] : règne de Taousert, femme pharaon de la XIXe dynastie égyptienne ; elle partage le pouvoir avec le chancelier Bay (le syrien Iarsou).
- 1208 av. J.-C.[2] : Tukulti-Ninurta Ier d’Assyrie est assassiné lors d’une révolte de son fils Ashurnasipal et de la noblesse. Cet assassinat marque le déclin immédiat de l’empire : luttes intestines pour le pouvoir et règnes de courtes durées marquent l’entrée dans une période sombre[3].
- 1207-1204 av. J.-C.[2] : règne d'Assur-Nadin-Apli, roi d’Assyrie.
- 30 octobre 1207 av. J.-C. : éclipse annulaire qui correspondrait à l'événement décrit dans le Livre de Josué où Dieu arrête la course du Soleil à la demande de Josué[4]. C'est la plus ancienne référence datée d'une éclipse.
- 1205-1185 av. J.-C.[2] : règne de Hallutush-Inshushinak, roi d’Elam. Début de la dynastie des Shutrukides en Élam[3].
- 1201-1198 av. J.-C.[1] : règne en Égypte du pharaon Sethnakht fondateur de la XXe dynastie ramesside. Sethnakht, peut-être l’un des nombreux descendants de Ramsès II, lutte contre le parti syrien, assassine le chancelier Bay (?), puis rétablit ordre et autorité. Il épouse la reine Tii-Meryaset, qui lui donne un fils, Ramsès. Bakenkhonsou III, grand prêtre d'Amon.
- Vers 1203-1198 av. J.-C. : règne d'Assur-Nirâri III, roi d’Assyrie[5].
- Vers 1200 av. J.-C. : bataille de la Tollense, violent affrontement sur les bords de la rivière Tollense, dans le Mecklembourg-Poméranie-Occidentale (Allemagne) impliquant plusieurs milliers de combattants armés de massues en bois, d’épées et de lances en bronze, de flèches à pointe de bronze ou de silex. Il pourrait s’agir de la première bataille  sur le sol européen[6].
- Vers 1200 av. J.-C. : Effondrement du système palatial mycénien et début des Siècles obscurs en Grèce.